# شرط اولیه
در ریاضیات و به ویژه در سیستم‌های دینامیکی، یک شرط اولیه، که در بعضی زمینه‌ها مقدار آغاری نامیده می‌شود، : pp. 160  یک مقدار از یک متغیر در حال تکامل است که در برخی از زمان‌ها به عنوان زمان اولیه تعیین می‌شود (که به‌طور معمول t = ۰ نشان داده می‌شود). برای سیستم مرتبه k (تعداد زمان تأخیر در زمان گسسته، یا مرتبه بزرگترین مشتق در زمان پیوسته) و بعد n (یعنی با n متغیر در حال تکامل متفاوت، که با هم می‌توانند با بردار مختصات n-بعدی نشان داده شوند)، به‌طور کلی nk شرایط اولیه برای رسم متغیرهای سیستم پیش‌رو در طول زمان مورد نیاز است.
در هر دو معادلات دیفرانسیل در زمان پیوسته و معادلات تفاضلی در زمان گسسته، شرایط اولیه بر مقدار متغیرهای دینامیکی (متغیرهای حالت) در هر زمان آینده تأثیر می‌گذارد. در زمان پیوسته، مشکل یافتن جواب به فرم بسته برای متغیرهای حالت به عنوان تابعی از زمان و از شرایط اولیه، مسئله مقدار اولیه نامیده می‌شود. مشکلی متناظر برای موقعیت‌های زمان گسسته وجود دارد. در حالی که دستیابی به یک راه حل بسته همیشه ممکن نیست، مقادیر آینده یک سیستم زمان گسسته را می‌توان با تکرار پیش‌رو یک دوره زمانی در هر تکرار پیدا کرد، اگرچه خطای گرد کردن ممکن است این کار را در گستره‌های طولانی غیر عملی کند.